# God & Guns
God & Guns is het 12de studioalbum van Lynyrd Skynyrd. Het album is gelanceerd op 27 september 2009 bij het label Roadrunner Records.
Het album bestaat in twee versies: de normale versie en de speciale digi-packversie. Deze laatste versie heeft drie extra nummers en drie live-tracks.

## Tracklist
1. "Still Unbroken" - 5:06
2. "Simple Life" - 3:17
3. "Little Thing Called You" - 3:58
4. "Southern Ways" - 3:48
5. "Skynyrd Nation" - 3:52
6. "Unwrite That Song" - 3:50
7. "Floyd" (feat. Rob Zombie) - 4:03
8. "That Ain't My America" - 3:44
9. "Comin' Back For More" - 3:28
10. "God & Guns" - 5:44
11. "Storm" - 3:15
12. "Gifted Hands" - 5:22
13. "Bang bang" * - 3:10
14. "Raining In My Homeland" * - 3:54
15. "Hobo Kinda Man" * - 3:53
16. "Red White & Blue (Love it or Leave)" (live) * - 5:42
17. "Call Me the Breeze" (live) * - 5:49
18. "Sweet Home Alabama" (live) * - 6:25

* alleen op special edition

## Hitnotering
| "God & Guns" in de Nederlandse Album Top 100 - binnen: 03-10-2009 | "God & Guns" in de Nederlandse Album Top 100 - binnen: 03-10-2009 | "God & Guns" in de Nederlandse Album Top 100 - binnen: 03-10-2009 |
| Week                                                              | 01                                                                |                                                                   |
| ----------------------------------------------------------------- | ----------------------------------------------------------------- | ----------------------------------------------------------------- |
| Nummer                                                            | 79                                                                | uit                                                               |